# 현자 나탄

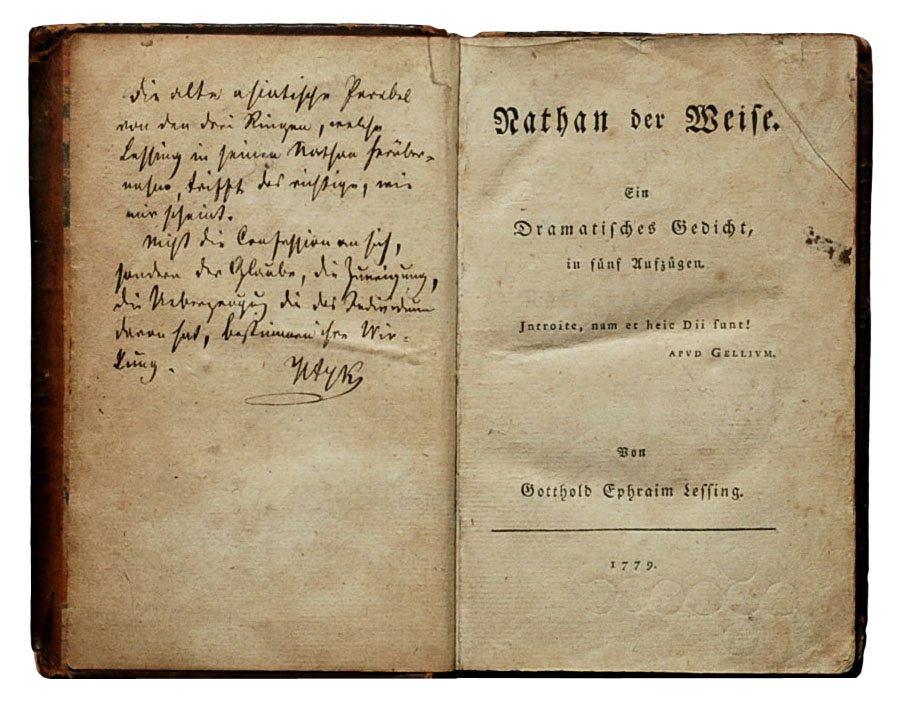
초판

《현자 나탄》(독일어: Nathan der Weise)은 계몽주의자 고트홀트 레싱이 쓴 연극이다. 종교간 평화적 이상을 제시한 뛰어난 희곡으로 평가받는 작품이다.

## 소개
시민 비극의 창조자, 독일 근대 희곡의 아버지로 칭송되는 레싱의 대표작. 기독교인에게 몰살당해 일곱 자식을 잃고도 기독교인의 아이를 양녀로 받아들여 정성을 다해 기르는 나탄. 그는 모진 시련을 겪었지만 특정 종파나 민족을 초월해 인간성과 사랑을 실천하며 살아가야 함을 주장한다.
십자군 전쟁 시기는 이슬람교와 기독교가 성지 예루살렘을 두고 각축전을 벌이던 시기다. 나탄은 일곱 자식을 잃은 부유한 유대 상인으로, 기독교인의 유아 레하를 맡아 정성을 다해 기른다. 여행에서 막 돌아온 나탄은 그동안 레하가 불에 타 죽을 뻔했다가 젊은 신전 기사로부터 구출되었다는 소식을 듣게 된다. 이 신전 기사는 이슬람국의 군주 살라딘으로부터 행방불명된 자신의 친동생과 닮았다는 이유로 포로로 잡혔다가 사면된 인물이다. 한편 그는 “유대인은 유대인이니까”라고 말하며 나탄을 멀리하지만 나탄의 지혜에 설득당해 친구가 된다.
레하는 자신을 불 속에서 구한 것은 신전 기사가 아닐 것이라고 생각한다. 자신을 구해준 것은 수호천사이며, 이는 신의 사랑에 의해 가능한 것이었다고 믿는다. 하지만 나탄은 그것이 신전 기사에 의한 구출이었으며, 천사와 신에 의한 것만이 기적이 아니라 작고 평범한 일 가운데서도 기적은 일어난다고 말한다. 여기에서도 나탄이 관념적이고 절대적인 종교보다는 인간들의 삶 속에서 구현되는 사랑을 더 중시했음을 알 수 있다.
처형당할 위기에 처했다가 사면된 신전 기사를 보고, 대주교는 “하느님께서 위대하고 거룩한 일”을 계획하기 위해 살려두신 거라며 살라딘을 처치하려는 첩자가 될 것을 종용한다. 한편 살라딘은 나탄의 돈을 갈취하고, 기독교, 이슬람교, 유대교 중에 어느 종교가 참종교인가를 물어 그를 시험에 빠지게 하려고 계획한다. 하지만 나탄은 반지 비유 설화를 통해 어떤 종교든지 간에 “공평하고 편견 없는 사랑”을 본받아야 함을 강조한다. 나탄 역시 모진 시련을 겪었지만 오히려 이를 이겨내며 인간애를 지키고 승화시킬 수 있었다. 현자 나탄이 전하는 희망의 비전은 끊임없는 종교적·민족적 분쟁에 시달리는 이 시대에도 여전히 주목할 만한 것이다

## 서지 정보
- 윤도중 역, 2009년, 지식을만드는지식 ISBN 978-89-6228-322-8